# Cirópolis (Média Atropatene)
Cirópolis (em latim: Cyropolis; em grego: Κυρόπολις; romaniz.: Kyrópolis) ou Cirescata (em grego: Κυρεσχατα; romaniz.: Kyreschata; em persa antigo: Kuruškaθa), ambos significando "Cidade de Ciro", era uma cidade na Média Atropatene, entre os rios Ciro e Amardo. É relatada por Ptolomeu e Amiano Marcelino. Cláudio Salmásio (in Solin. p. 840) negou a existência separada desta cidade e afirma que seja a homônima no Jaxartes, afirmando que a autoridade de Amiano não tem peso, pois geralmente seguiu Ptolomeu. Parece não haver, para William Sandys Wright Vaux, um importante classicista do século XIX, grande força neste argumento, pois se houvesse algum distrito em que se pudesse esperar encontrar uma cidade com o nome do xainxá aquemênida Ciro II, seria naquele no qual esteve conectado durante toda a sua vida.